# شوکاء (روستا)
 شوکاء  به عربی ( الشوکاء )، روستایی است در دهستان نقذ از توابع استان اَبیَن در کشور یمن در شبه جزیره عربستان.

## جمعیت
جمعیت آن (۵۵) نفر (۷ خانوار) می‌باشد.